# 't Acker
 't Acker is een wijk in het noorden van stadsdeel Lindenholt in de Nederlandse stad Nijmegen. Op 1 januari 2023 telde de wijk 5.470 inwoners, verdeeld over 2.345 woningen, met een gemiddelde WOZ-waarde van € 273.000, op een oppervlakte van 1,42 km².
't Acker is onderverdeeld in zeven buurten: Hillekensacker, Zellersacker, Drieskensacker, Heeskesacker, de Steekse Acker, de Meeuwse Acker en Horstacker. Net als in veel andere buurten en wijken in de stadsdelen Lindenholt en Dukenburg hebben de straten in 't Acker nummers in plaats van straatnamen.
De wijk is gebouwd in de tweede helft van de jaren 70 en ligt ingeklemd tussen Rijksweg 73, Rijksweg 783, de IJpenbroekweg en de wijk 't Broek. De Broekstraat is de belangrijkste ontsluitingsweg voor 't Acker.
De wijk heeft een supermarkt die gevestigd is in de Horstacker. Het winkelcentrum van stadsdeel Lindenholt, winkelcentrum Leuvensbroek, ligt in de naastgelegen wijk 't Broek niet ver van de Hillekensacker. Sporthal de Horstacker bood onder meer plaats aan basketbalclub Magixx. Op het in de wijk gelegen sportpark Lindenholt zijn voetbalclub SCE en korfbalclub De Hazenkamp actief. Voorheen was hier ook hockeyclub Quick te vinden.

## Afbeeldingen

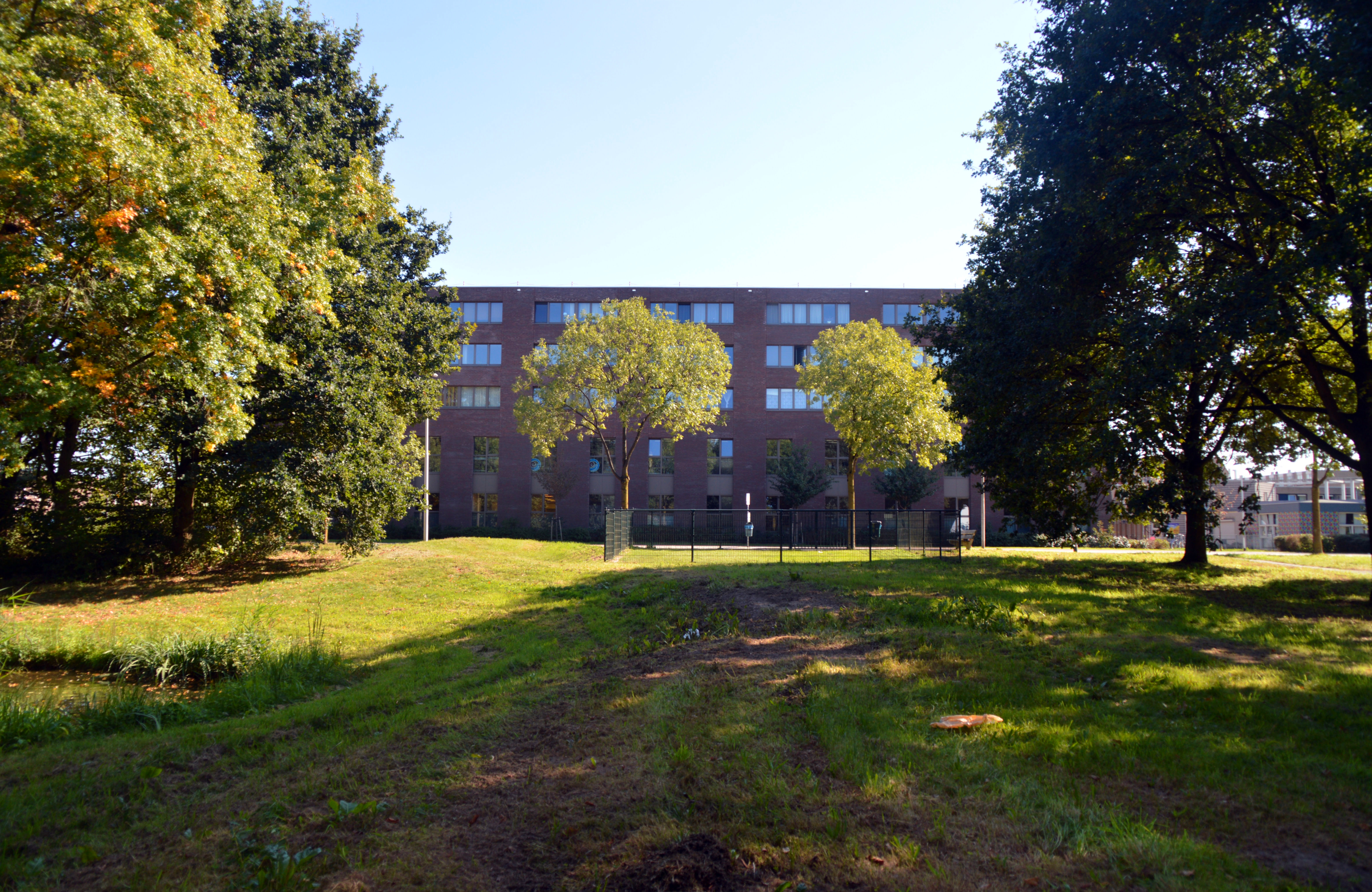
Wijkgezondheidscentrum Lindenholt
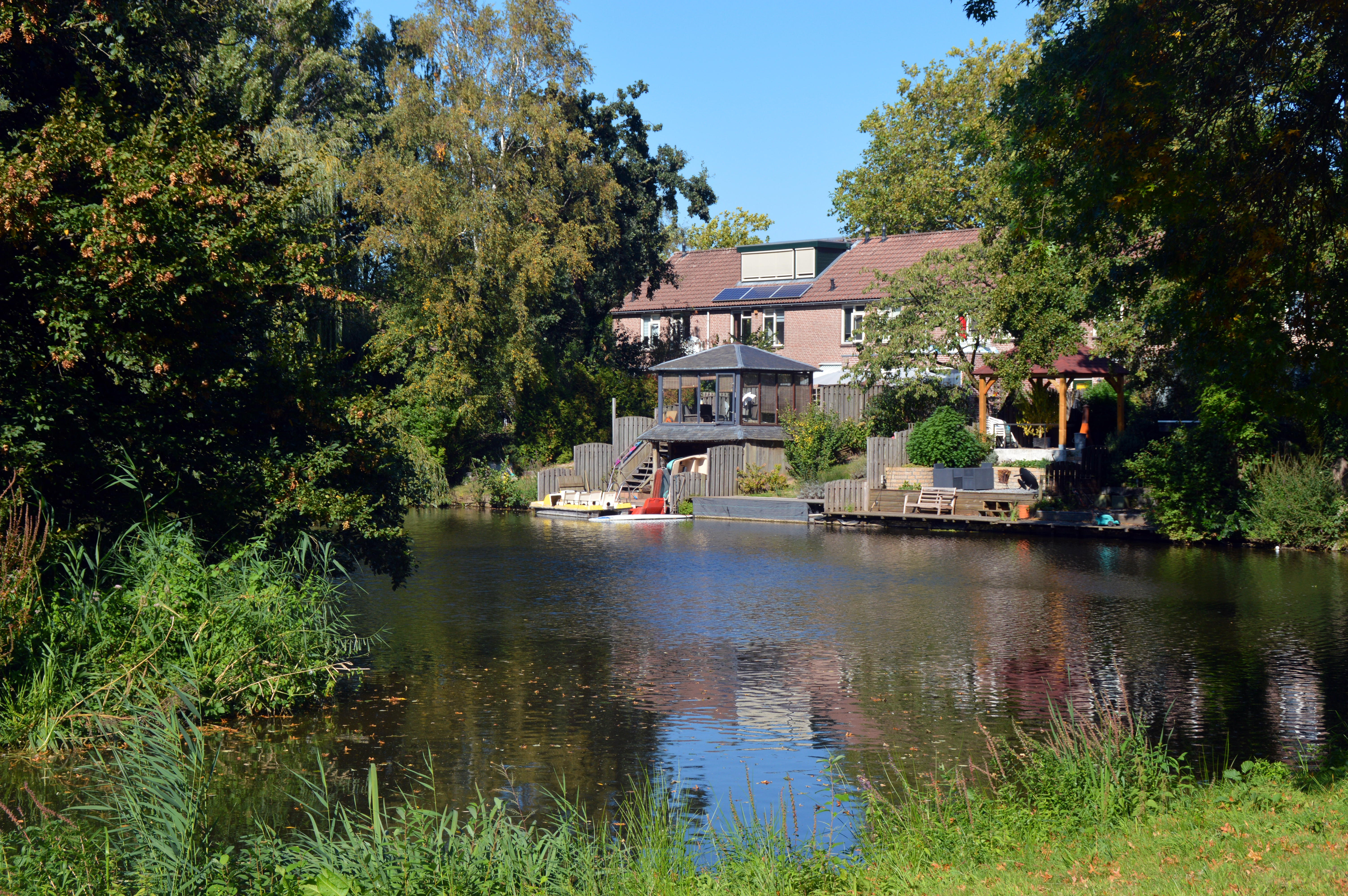
Woning aan Het Anker
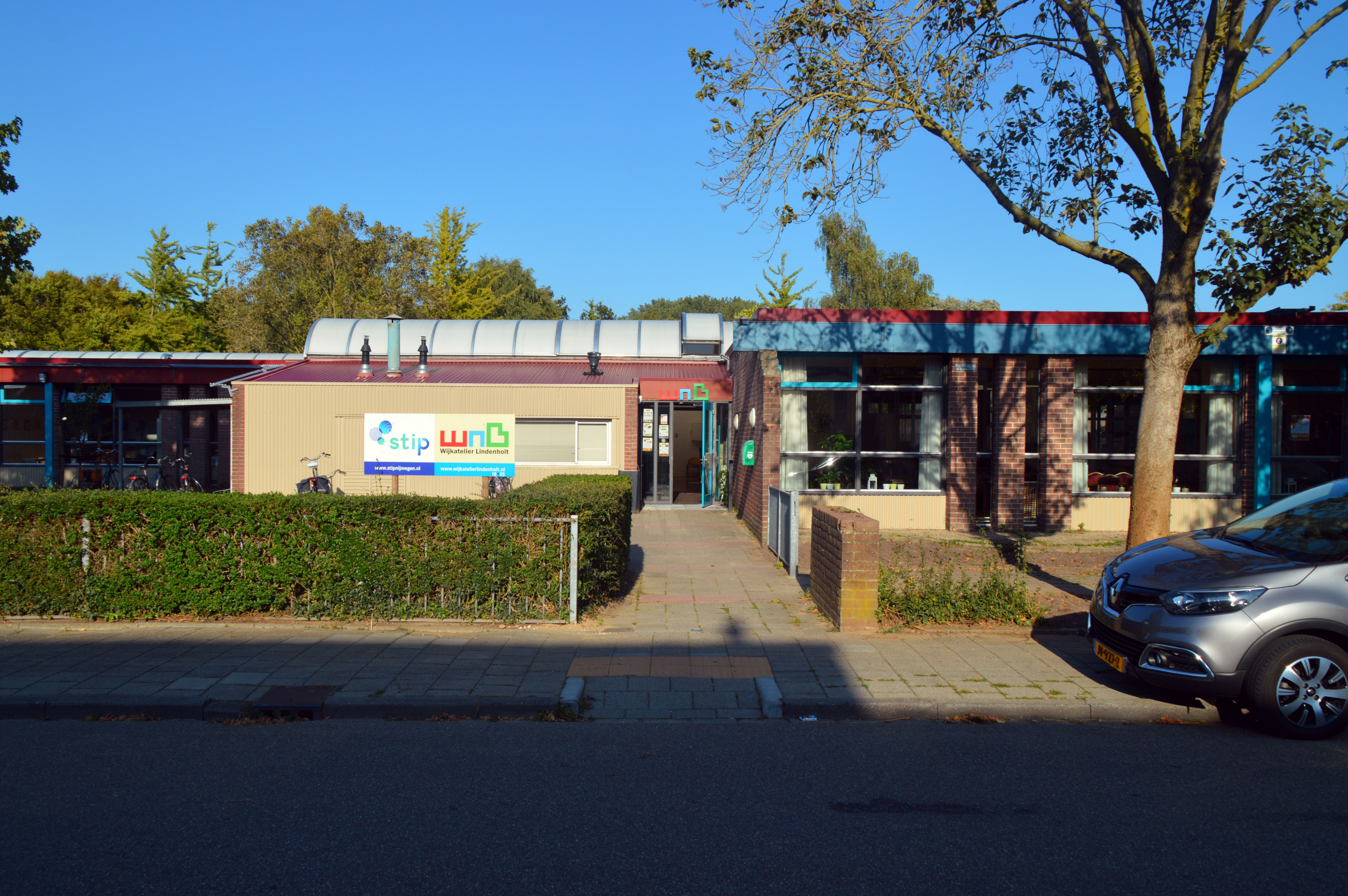
Wijkatelier Lindenholt
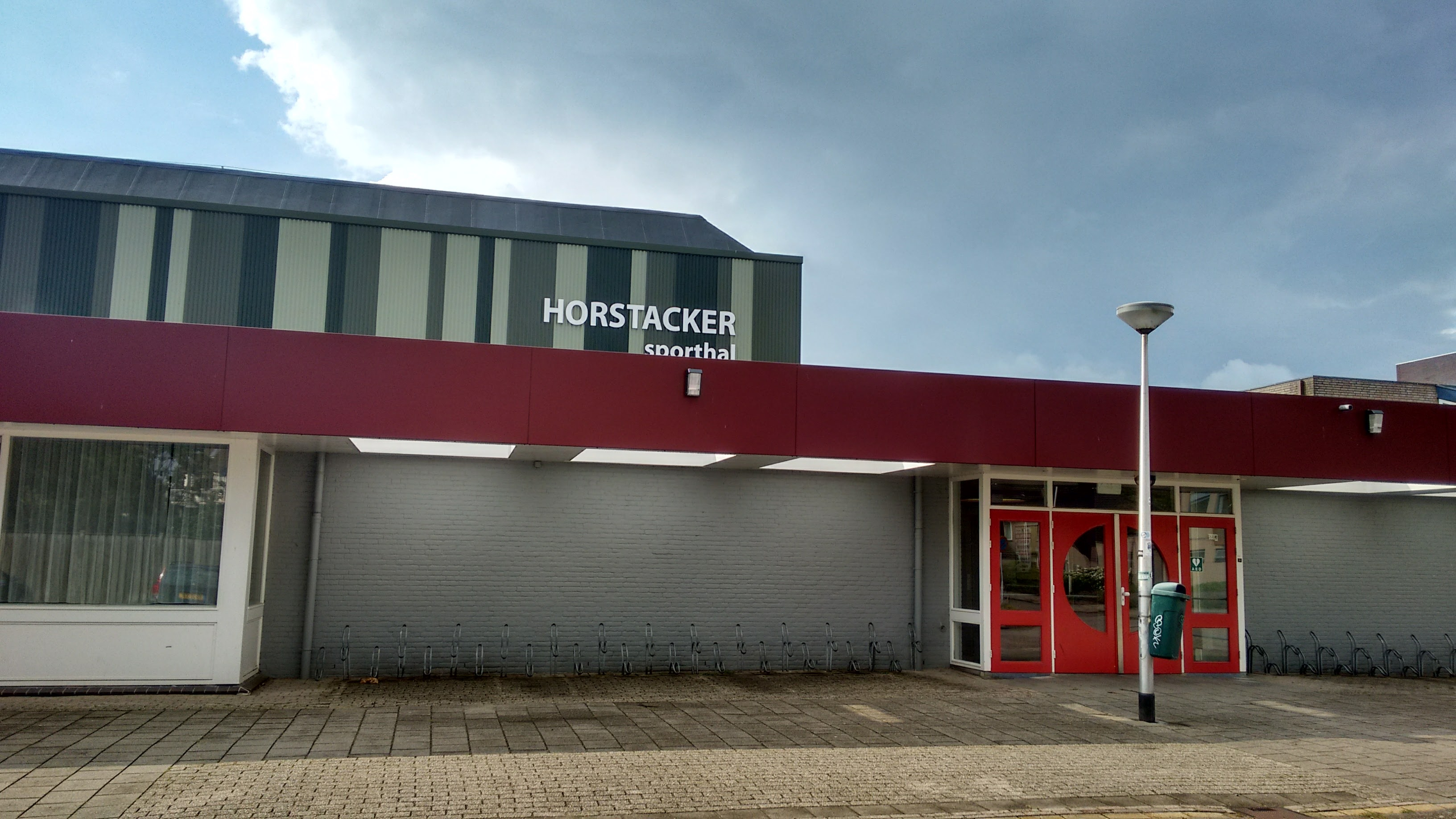
Sporthal Horstacker